# Госавтоинспекция МВД России
Государственная инспекция безопасности дорожного движения Министерства внутренних дел Российской Федерации (Госавтоинспекция) — самостоятельное структурное подразделение центрального аппарата Министерства внутренних дел Российской Федерации. Госавтоинспекция МВД России обеспечивает и осуществляет функции Министерства по выработке предложений по формированию и реализации основных направлений государственной политики, нормативному правовому регулированию в области обеспечения безопасности дорожного движения. Главное управление выполняет функции федерального органа управления Государственной инспекцией безопасности дорожного движения Министерства внутренних дел Российской Федерации, возглавляющего систему Госавтоинспекции, и иные функции в соответствии с нормативными правовыми актами Российской Федерации, МВД России.
На региональном и местном уровнях образованы управления и отделы Госавтоинспекции, входящие в состав министерств, управлений, отделов внутренних дел краёв, республик, областей, районов и других муниципальных образований, и ведомственно подчинённых ГУ ОБДД.

## Правовая основа деятельности
Деятельность Госавтоинспекции регламентируется Указом Президента РФ от 15.06.1998 г. № 711 «О дополнительных мерах по обеспечению безопасности дорожного движения».

## В СССР
5 ноября 1934 года СНК СССР принял решение «организовать при ЦУДорТрансе Государственную автомобильную инспекцию (ГАИ), имеющую свои органы в союзных и автономных республиках, краях и областях Союза, а также в районах со значительным количеством автомашин» в целях решительной борьбы с неправильным использованием и хищническим отношением к автомобильному транспорту во всех ведомствах и организациях СССР.

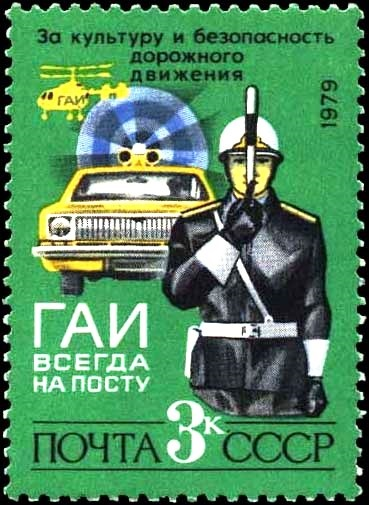
Почтовая марка СССР

Госавтоинспекция НКВД создана 3 июля 1936 года, когда СНК СССР утвердил соответствующее Положение о ГАИ ГУРКМ НКВД СССР. Основными задачами ГАИ стала борьба с аварийностью, разработка технических норм эксплуатации транспорта и его учёт, контроль подготовки и воспитания шофёров.
До создания ГАИ регулированием движения на дорогах занималась милиция, в составе которой был ОРУД — отдел регулирования уличного движения, в задачи которого входило лишь непосредственное регулирование движения. ОРУД сохранялся как отдельное подразделение до 1950-х годов. До этого времени собственно регулировщики в состав ГАИ не входили.
К 1940 году ГАИ систематизировала и свела в один документ Правила дорожного движения. Был разработан единый для всей страны образец водительского удостоверения, правила учёта и технического осмотра транспортных средств. На ГАИ возлагалась функция организации дорожного движения, обоснование установки знаков и нанесения разметки, контроль за техническим состоянием улиц и дорог.

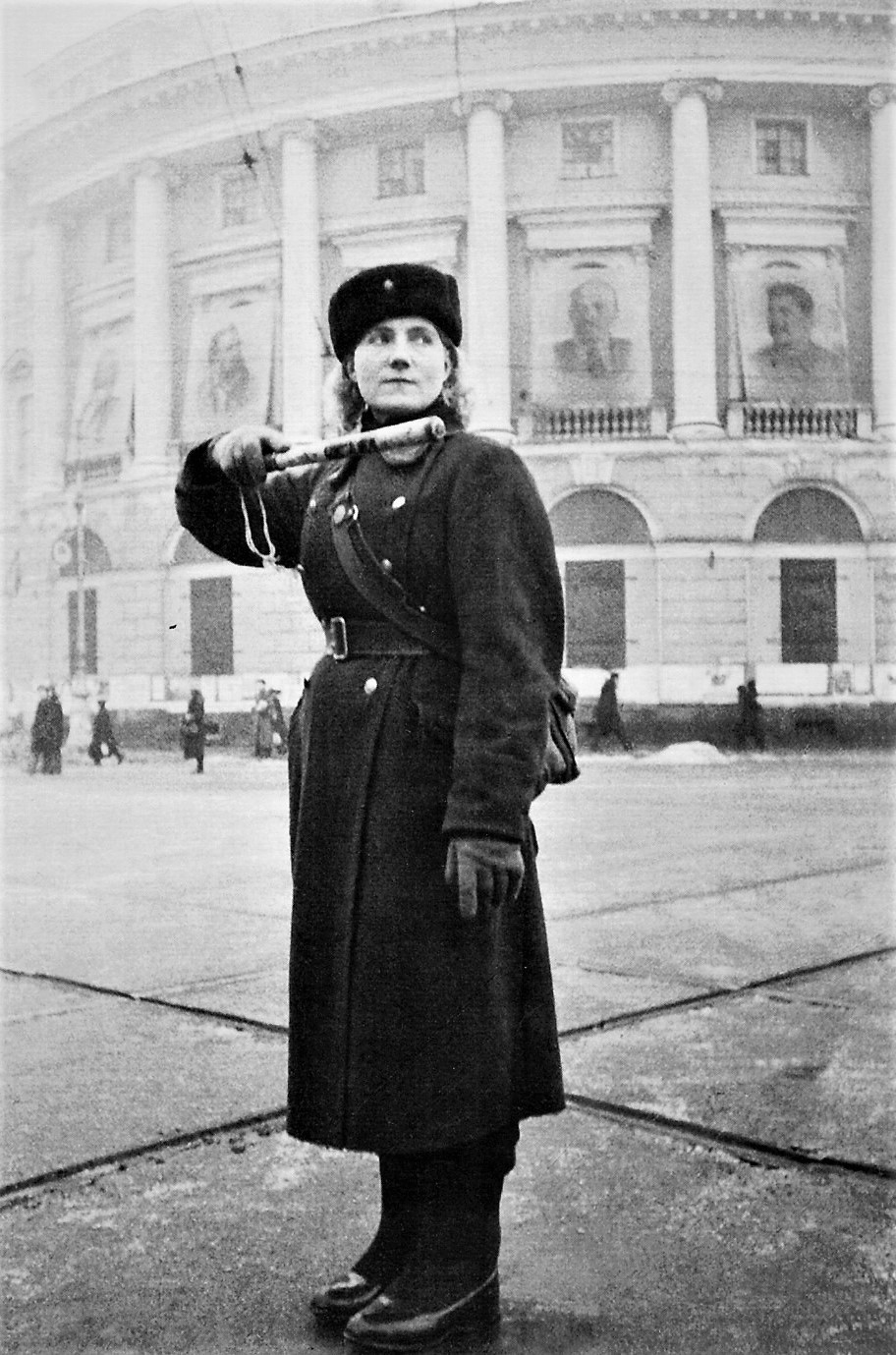
Регулировщица старшина милиции Анна Фёдорова на перекрёстке проспекта 25 Октября (Невского проспекта) и улицы 3-го июля (Садовой улицы) блокадного Ленинграда. Фото Сергея Струнникова, 1942 год

В период Великой Отечественной войны сотрудники ГАИ были заняты, прежде всего, мобилизацией автотранспорта. Многие сотрудники ГАИ были призваны на военную службу.
В конце 1960-х — начале 1970-х годов, с появлением новых, массовых моделей легковых автомобилей, в структуре ГАИ происходит выделение отдельных подразделений для: дорожно-патрульной службы, регистрации транспортных средств, техосмотра, организации движения, экзаменационных действий для приёма экзаменов у водителей. Основной функцией ГАИ по-прежнему декларируется борьба с аварийностью.
В 1960-е годы внедряются новые технические средства. Прежде всего, автоинспекция массово радиофицируется. С 1969 года начинается применение авиационной техники, (вертолётов), для патрулирования автомобильных трасс. Также внедряются радары для измерения скорости. В 1970-е годы в качестве эксперимента начинают использоваться специальные системы фиксации мест дорожно-транспортных происшествий, а также телевизионные камеры, установленные в столичных городах на центральных, оживленных перекрестках.

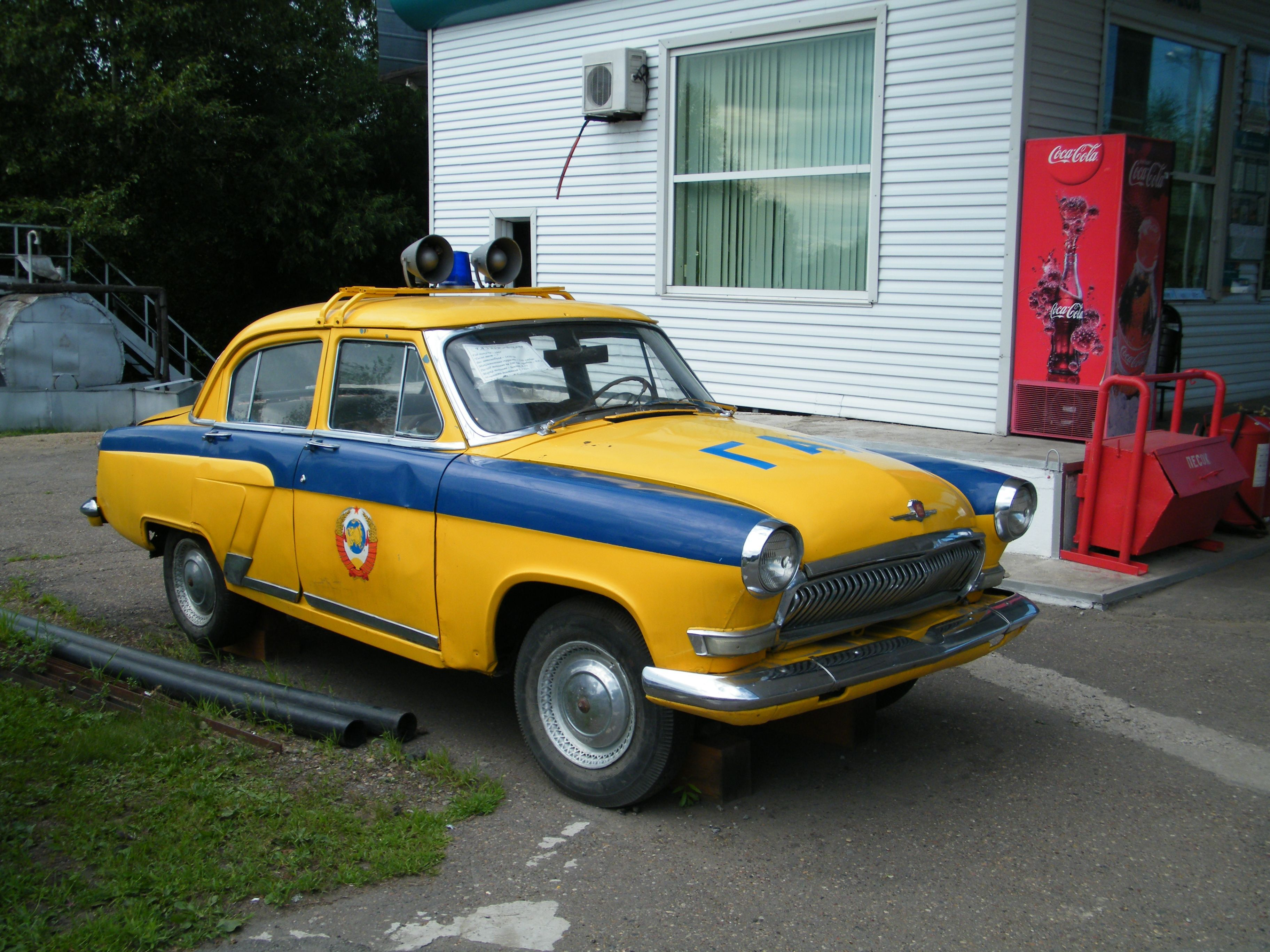
ГАЗ-21 «Волга» в окраске госавтоинспекции

Проведённые в 1960-е, 1970-е и начале 1980-х реформы связаны с именем начальника Главного управления ГАИ МВД СССР генерал-лейтенанта милиции В. В. Лукьянова.

## В Российской Федерации
В 1998 году ГАИ была переименована в Государственную инспекцию безопасности дорожного движения, что, по мнению инициаторов, точнее отражало суть деятельности инспекции, и позволило бы оставить в прошлом в целом негативное отношение населения к ней. Однако это название «не прижилось», и Указом Президента РФ от 02 июля 2002 г. N 679 ведомству было дано историческое сокращённое наименование — «Госавтоинспекция».
В 2011 году во время реформы МВД было предложено переименовать Госавтоинспекцию в дорожную полицию, однако ведомство сохранило своё наименование.
28 мая 2024 года ТАСС, со ссылкой на главу ведомства Михаила Черникова, выпустило новость, что ГИБДД в России вернули название Госавтоинспекция. По этой причине, большая часть граждан считают, что термин «Государственная инспекция безопасности дорожного движения» был заменен на «Госавтоинспекция». Однако, подобные суждения не совсем верны, а данные термины равнозначны, согласно российским нормативно-правовым актам. На самом деле аббревиатуры «ГИБДД» никогда не существовало, а ведомство с 1998 по 2002 гг. согласно первоначальной редакции Указа Президента от 15.06.1998 г. № 711 имело сокращённое наименование — «Государственная инспекция».

### Знаки различия
- Старший, средний и младший начальствующий состав:

|                                             | Старший начальствующий состав | Старший начальствующий состав | Старший начальствующий состав | Средний начальствующий состав | Средний начальствующий состав | Средний начальствующий состав | Средний начальствующий состав | Средний начальствующий состав |
|                                             | Майор милиции                 | Капитан милиции               | Старший лейтенант милиции     | Лейтенант милиции             | Младший лейтенант милиции     | Сержант милиции               |                               |                               |
| ------------------------------------------- | ----------------------------- | ----------------------------- | ----------------------------- | ----------------------------- | ----------------------------- | ----------------------------- | ----------------------------- | ----------------------------- |
| Петлицы ГАИ к шинели образца 1939—1943      |                               |                               |                               |                               |                               |                               |                               |                               |
| Петлицы ГАИ к гимнастерке образца 1939—1943 |                               |                               |                               |                               |                               |                               |                               |                               |
|                                             | Полковник милиции             | Подполковник милиции          | Майор милиции                 | Капитан милиции               | Старший лейтенант милиции     | Лейтенант милиции             | Младший лейтенант милиции     |                               |
| Погоны ГАИ образца 1943—1948                |                               |                               |                               |                               |                               |                               |                               |                               |

- Младший начальствующий состав и рядовой состав отделов регулирования уличного движения (ОРУД):

|                                                       | Младший начальствующий состав | Младший начальствующий состав | Младший начальствующий состав | Младший начальствующий состав | Рядовой состав         | Рядовой состав        |
|                                                       | Старшина милиции              | Старший сержант милиции       | Сержант милиции               | Младший сержант милиции       | Ефрейтор милиции       | Милиционер            |
| ----------------------------------------------------- | ----------------------------- | ----------------------------- | ----------------------------- | ----------------------------- | ---------------------- | --------------------- |
| Погоны Отделов регулирования уличного движения (ОРУД) | Конвойная милиция             | 16-е отделение милиции        | 17-е отделение милиции        | Кавалерийский эскадрон        | 12-е отделение милиции | 7-е отделение милиции |

## Современность

Нагрудный знак сотрудника ДПС МВД России

Малая эмблема Госавтоинспекции МВД России

Нарукавный знак сотрудника Госавтоинспекции

Задачами Госавтоинспекции являются обеспечение соблюдения предприятиями и организациями всех форм собственности, гражданами нормативных правовых актов в области безопасности дорожного движения, а также сохранение жизни и здоровья граждан на улицах и автодорогах страны. Важной составляющей данной работы Госавтоинспекция считает активную пропаганду безопасности дорожного движения, особенно среди детей и молодёжи.
В современных условиях Госавтоинспекция поставила перед собой задачу повышения профессионального уровня своих сотрудников. Подготовка сотрудников Госавтоинспекции осуществляется на факультете Подготовки специалистов государственной инспекции безопасности дорожного движения в Орловском юридическом институте МВД России имени В. В. Лукьянова, кафедре административной деятельности и организации деятельности ГИБДД в Краснодарском университете МВД России, факультете № 6 Санкт-Петербургского университета МВД России.
Организовано повышение квалификации сотрудников ГАИ на базе Всероссийского института повышения квалификации сотрудников МВД Российской Федерации и его филиалах, Санкт-Петербургского университета МВД России, Тюменского института повышения квалификации сотрудников МВД Российской Федерации.
15 декабря 2021 года Государственная дума приняла в первом чтении законопроект, обязывающий региональные власти устанавливать знаки и камеры с учётом позиции ГИБДД, как это было до 2013 года.

### Руководители
- Фёдоров Владимир Александрович, генерал-лейтенант милиции, начальник Главного управления ГАИ МВД России (1992—1998 гг.), начальник Главного управления ГИБДД МВД России (1998—2001 гг.), заместитель начальника Службы общественной безопасности — начальник Главного управления ГИБДД МВД России (2001—2002).
- Кирьянов Виктор Николаевич, генерал-полковник милиции, заместитель начальника Службы общественной безопасности — начальник Главного управления ГИБДД МВД России (2003—2004 гг.), начальник Департамента обеспечения безопасности дорожного движения МВД России (2004—2008 гг.), начальник Департамента обеспечения безопасности дорожного движения МВД России — главный государственный инспектор безопасности дорожного движения Российской Федерации (2008 — январь 2011).
- Нилов Виктор Иванович, генерал-лейтенант полиции, начальник Главного управления по обеспечению безопасности дорожного движения МВД России (12 июня 2011 — 29 марта 2017)[9].
- Черников, Михаил Юрьевич, генерал-лейтенант полиции, начальник Главного управления по обеспечению безопасности дорожного движения МВД России (с 17 июня 2017 года)[10].

### Структура организации

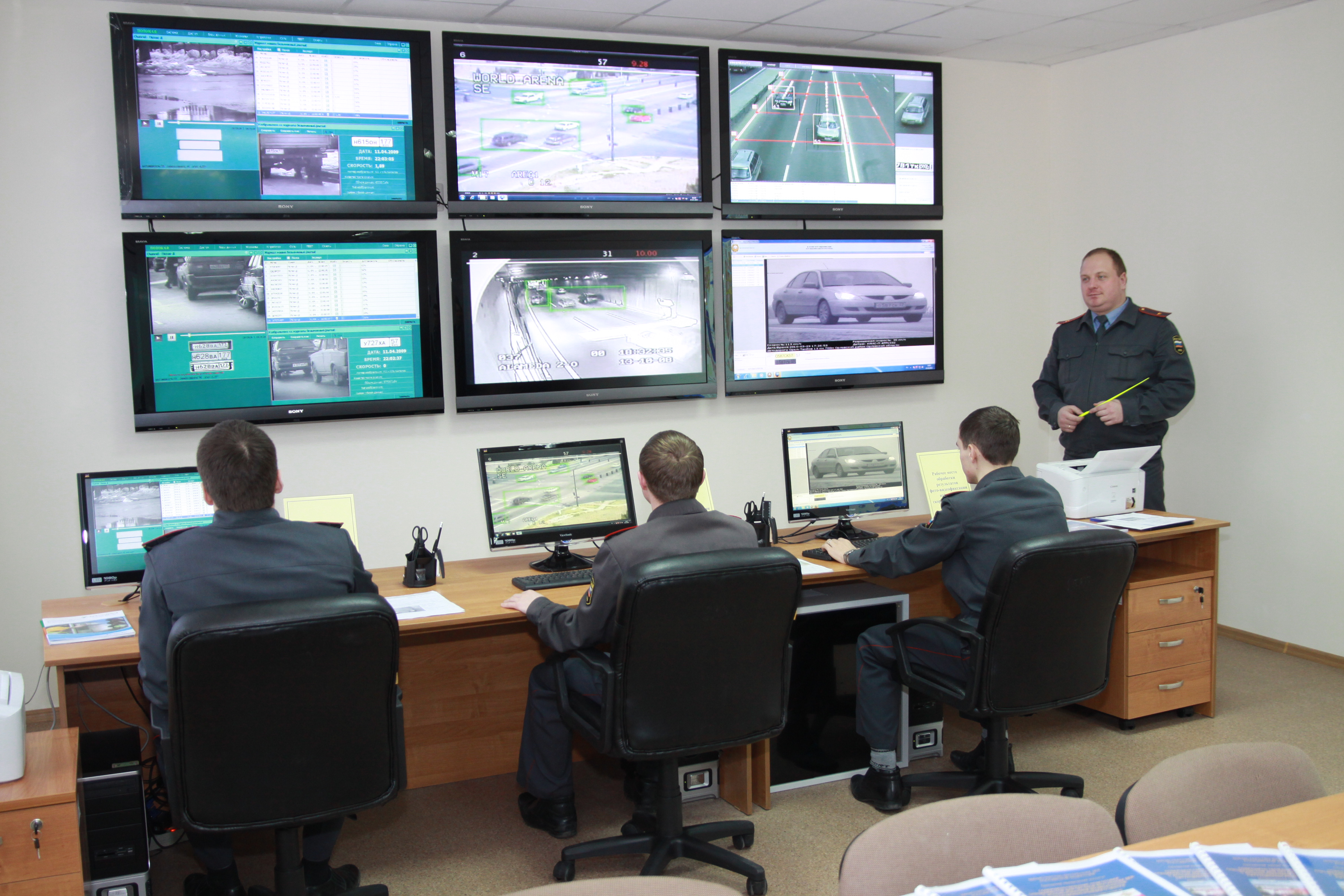
Учебно-ситуационный центр оперативного управления силами и средствами подразделений ГАИ.

Главное Управление по обеспечению безопасности дорожного движения Министерства внутренних дел Российской Федерации координирует государственную политику в области безопасности дорожного движения, руководит органами управления ГАИ по субъектам России.
Органы управления Госавтоинспекциями по субъектам России координируют, управляют, руководят деятельностью подразделений Госавтоинспекции по региону.
Территориальные подразделения Госавтоинспекции, как правило, входят в состав территориальных органов внутренних дел районного уровня. На данные подразделения возлагается выполнение функций Госавтоинспекции на территории обслуживаемого образования:
- по контролю соблюдения Правил дорожного движения и других нормативных актов в области безопасности дорожного движения;
- приёма квалификационных экзаменов на получение права на управление транспортными средствами и выдачи водительских документов;
- регистрации и учёта автомототранспортных средств, выдачи государственных регистрационных знаков;
- регулирования дорожного движения;
- организации дорожного движения транспортных средств и пешеходов;
- проведению мероприятий по пропаганде безопасности дорожного движения;
- производству по делам об административных правонарушениях в области дорожного движения;
- розыску угнанных, похищенных и скрывшихся с места ДТП транспортных средств;
- государственному учёту показателей состояния безопасности дорожного движения;
- выдачи разрешений на оборудование транспортных средств специальными световыми и звуковыми сигналами.

Строевые подразделения ГАИ. Основные функции строевых подразделений ГАИ заключаются в:
- контроле дорожного движения, состояния улично-дорожной сети;
- выявлении нарушений правил дорожного движения и других нормативных актов в области дорожного движения;
- регулировании дорожного движения;
- охране общественного порядка, борьбе с преступностью;
- оказании помощи участникам дорожного движения;
- обеспечении безопасного и беспрепятственного проезда автомобилей специального назначения при следовании в них объектов государственной охраны.

С 1 марта 2021 года ГИБДД и МВД контролируют организацию и проведение техосмотра транспортных средств. К полномочиям ГИБДД, МВД России и его территориального органа отнесено осуществление госконтроля и надзора за организацией и проведением техосмотра транспортных средств. Также они будут участвовать в техосмотре автобусов в порядке, определяемом Правительством РФ.

### Службы и подразделения организации
- Дорожно-патрульная служба (строевые подразделения Госавтоинспекции). Организация контроля дорожного движения, выявление, предупреждение нарушений ПДД.
- Служба дорожной инспекции и организации движения. Контроль организации дорожного движения транспортных средств и пешеходов. Контроль исполнения предприятиями и организациями всех форм собственности нормативных актов в области организации дорожного движения.
- Служба технического контроля. Организация контроля технического состояния транспортных средств. Контроль соблюдения автотранспортными и другими предприятиями и организациями нормативных актов в части технического состояния эксплуатируемых транспортных средств.
- Регистрационно-экзаменационные подразделения. Исполнение государственных услуг по проведению экзаменов на право управления транспортными средствами и выдачи водительских удостоверений, регистрации автомототранспортных средств и прицепов к ним.
- Подразделения розыска автотранспорта. Осуществляют розыск угнанного, похищенного и скрывшегося с места дорожно-транспортного происшествия транспорта.
- Служба пропаганды безопасности дорожного движения. Занимается проведением агитационных, рекламных мероприятий, направленных на предотвращение дорожно-транспортных происшествий, повышение авторитета и доверия у широких слоёв населения к деятельности Госавтоинспекции. Кроме того, проводит разъяснительную работу среди детей, родителей, педагогов во всех образовательных учреждениях, вне зависимости от форм собственности, а также среди населения в целом. Занимается информированием населения о состоянии аварийности, о вносимых изменениях в законодательство о безопасности дорожного движения и др. через СМИ, социальные сети и другие источники.
- Подразделения Госавтоинспекции по исполнению административного законодательства (ИАЗ ГАИ). Осуществляют производство по делам об административных правонарушениях в области дорожного движения.
- Существует особый тип подразделений ГАИ («на спецтрассах»), которые обеспечивают управление и организацию движения на особо важных магистралях, как правило, федерального значения (например, 4-й отдел ДПС УГАИ Москвы на спецтрассе обеспечивает организацию и регулирование движения на Тверской, 1-й Тверской-Ямской улицах, Ленинградском проспекте и Ленинградском шоссе вплоть до аэропорта Шереметьево).

В непосредственном подчинении находятся:
- Центры автоматизированной фотофиксации административных правонарушений в области дорожного движения (ЦАФАП ОДД ГАИ). Осуществляют обработку данных о нарушениях ПДД, выявленных специальными техническими средствами фотовидеофиксации, работающими в автоматическом режиме. Выносят постановления об административной ответственности по таким нарушениям, контролируют их исполнение, в том числе выполняя функции подразделений ИАЗ (Исполнения Административного Законодательства).
- Региональные отделы информационного обеспечения ГАИ (РОИО ГАИ). Обеспечивают подразделения Госавтоинспекции и другие заинтересованные органы государственной власти сведениями, содержащимися в информационных учётах ГАИ и МВД в целом.

### Численность
По данным издания «Московский комсомолец» на конец 2017 года в ГАИ служили 55 тысяч человек. Согласно Указу Президента России от 31 декабря 2017 года, численность сотрудников МВД в 2018 году должна была сократиться на 10 тысяч человек. Во исполнении Указа, подписан внутренний приказ МВД, по которому сокращаются только сотрудники ГАИ. Таким образом в 2018 году число сотрудников ГАИ должно было составить 45 тысяч человек. В то же время, по данным издания «Коммерсантъ» по состоянию на начало 2018 года штатная численность ГАИ составляла около 100 тыс. человек, с учётом сокращений произошедших после 1 января 2018 года.

## Оценка работы ГАИ населением
Согласно данным, представленным в отчёте о научно-исследовательской работе «Исследование качества жизни в городах России» заведующим кафедрой «Прикладная социология» в Финансовом университете при Правительстве РФ Алексеем Зубцом, в 2014 году работой ГАИ были полностью или в основном удовлетворены в среднем по стране 75 % взрослого населения, однако с тех пор прошло десятилетие, и доля положительных ответов росла не всегда.
| Как Вы оцениваете работу сотрудников ГАИ в Вашем городе? | 2008 г. | 2009 г. | 2010 г. | 2011 г. | 2012 г. | 2013 г. | 2014 г. |
| -------------------------------------------------------- | ------- | ------- | ------- | ------- | ------- | ------- | ------- |
| Абсолютно неудовлетворительная                           | 10 %    | 16 %    | 17 %    | 17 %    | 17 %    | 16 %    | 13 %    |
| Скорее неудовлетворительная                              | 21 %    | 21 %    | 22 %    | 22 %    | 19 %    | 12 %    | 12 %    |
| Скорее удовлетворительная                                | 42 %    | 43 %    | 43 %    | 42 %    | 45 %    | 48 %    | 50 %    |
| Хорошая                                                  | 27 %    | 20 %    | 18 %    | 19 %    | 19 %    | 25 %    | 25 %    |
| Доля положительных оценок                                | 69 %    | 63 %    | 61 %    | 61 %    | 64 %    | 73 %    | 75 %    |
| Доля отрицательных оценок                                | 31 %    | 37 %    | 39 %    | 39 %    | 36 %    | 27 %    | 25 %    |

## В культуре
- В Белгороде установлен «Памятник честному инспектору».
- Инспектор ГАИ — советский художественный фильм 1982 года.